# Dessa (artiest)
Dessa, pseudoniem van Margret Wander (Minneapolis, 23 mei 1981), is een Amerikaanse rapster, spoken-wordartieste, zangeres en auteur. Ze treedt op als soloartieste maar maakt daarnaast ook deel uit van het hiphopcollectief Doomtree. Met de albums Parts of Speech (2013) en Chime (2018) belandde ze in de Billboard Top 200. In 2018 verscheen het boek My Own Devices: True Stories from the Road on Music, Science, and Senseless Love, een verzameling van essays. Het boek werd door NPR opgenomen in hun lijst van beste boeken van 2018.

## Discografie

### Solo
- False Hopes (2005), ep
- A Badly Broken Code (2010)
- Castor, The Twin (2011)
- Parts of Speech (2013)
- Parts of Speech, Re-Edited (2014), ep
- Chime (2018)
- Sound the Bells (2019)

### Doomtree
- False Hopes (2007)
- Doomtree (2008)
- FH:XV (False Hopes 15) (2009)
- Doomtree Standards Mixtape (2010)
- No Kings (2011)